# انتخابات شوراهای اسلامی شهر و روستا
انتخابات شوراهای اسلامی شهر و روستا انتخابات محلی ایران است که در آن همهٔ اعضای اصلی و جانشین شورای اسلامی یا شهر شورای اسلامی روستا در روستاهای با حداقل جمعیت مشخص با رای مردم تعیین می‌شوند.
نخستین دورهٔ آن در سال ۱۳۷۷ و دورهٔ اخیر آن در ۲۸ خرداد سال ۱۴۰۰ همزمان با سیزدهمین دوره انتخابات ریاست جمهوری در ایران برگزار شد و دوره بعدی آن از انتخابات ریاست جمهوری تفکیک شده و در سال ۱۴۰۵ برگزار می شود.
در این انتخابات‌ها، علی‌رغم محلی بودن معمولاً جناح‌های سیاسی شرکتی گسترده دارند، به ویژه در کلان‌شهرها. ورزشکاران نیز، با شهرتی که در میان مردم داشته‌اند در دوره‌های اخیر توانسته‌اند در این انتخابات‌ها موفقیت کسب کنند.

## تاریخچه
در متمم قانون اساسی مشروطه (۱۲۸۶) که در دوره نخست مجلس شورای اسلامی تهیه شد، به لزوم ایجاد انجمن‌های ایالتی و ولایتی (به عنوان شوراهای محلی) اشاره شده‌بود. با این حال در دوران قاجار و دوران پهلوی اول ایجاد این انجمن‌ها انجام نشد. پس از اشغال ایران در جنگ جهانی دوم و به قدرت رسیدن محمدرضا پهلوی، با فضای باز سیاسی ایجادشده این مسئله بار دیگر مطرح شد. فرقه دموکرات آذربایجان در سال ۱۳۲۴ خواهان برگزاری انتخابات برای انجمن‌های ایالتی و ولایتی شد. در دوران پهلوی دوم برگزاری این انتخابات چند بار مطرح شد، من‌جمله در سال‌های ۱۳۲۹ و ۱۳۴۱، اما هیج‌گاه عملی نشد.
با وقوع انقلاب، شوراهای محلی از همان ابتدا مورد توجه قرار گرفتند و در سال ۱۳۵۸ برای برگزاری انتخابات شوراهای شهر و روستا مصوبه‌هایی تصویب شد. در قانون اساسی جدید نیز برگزاری این انتخابات تصریح شد. پس از حدود ۲۰ سال با روی کار آمدن دولت هفتم، اجرای انتخابات شوراها در سال ۱۳۷۷ محقق شد و در ۱۷ اسفند این سال، رای‌دهندگان برای انتخاب بیش از ۲۰۰٬۰۰۰ کرسی در نخستین انتخابات شوراها رای دادند.
سومین دوره، همزمان با انتخابات مجلس خبرگان رهبری ۱۳۸۵ برگزار شد. انتخابات دوره چهارم باید در سال ۱۳۸۹ برگزار می‌شد اما در تیرماه همین سال، دوره هشتم مجلس شورای اسلامی با مصوبه‌ای طول دوره را ۲٫۵ سال دیگر افزایش داد تا انتخابات دوره چهارم همزمان با انتخابات ریاست جمهوری ۱۳۹۲ برگزار شود.

## وضعیت قانونی
در اصل ۷ قانون اساسی جمهوری اسلامی ایران (۱۳۵۸) به لزوم وجود شوراهای اسلامی شهر و روستا اشاره شده و در اصل ۱۰۰ به برگزاری انتخابات برای تشکیل آن‌ها اشاره شده‌است. برای قوانین اجرایی نیز قانون‌های متعددی تصویب شده‌است که آیین‌نامه اجرایی قانون انتخابات شوراهای اسلامی کشور (۱۳۶۸) از آن‌جمله است.

### شرایط نامزدی
نامزدی در انتخابات شورای شهر و روستا پنج شرط اصلی دارد:
1. تابعیت ایران
2. حداقل ۲۵ سال سن
3. اعتقاد و التزام عملی به اسلام و ولایت مطلقه فقیه
4. ابراز وفاداری به قانون اساسی جمهوری اسلامی ایران
5. دارا بودن سواد خواندن و نوشتن به اندازهٔ کافی

مطابق قانون افرادی که در زمان انتخابات دارای پست‌های خاصی باشند، یا سابقه کیفری یا حضور در حکومت پهلوی باشند از ثبت‌نام در انتخابات محروم هستند.